# Chantico
En la mitologia asteca, Chantico ("ella que habita a la casa") és la divinitat que regeix sobre els focs de la llar de la família. Va trencar el dejuni menjant pebre vermell amb peix rostit, i Tonacatecuhtli la va convertir en gos com a càstig. Va estar associada amb la ciutat de Xochimilco, els picapedrers, així com la guerra. Chantico va ser descrit en diversos còdexs precolombins i colonials.

## Variacions en la denominació
Textos dels informants de Bernardino de Sahagún afirmen que el nom de Chantico significa "la que habita a la casa" o "ella que ve a fer la casa". També es diu que Chantico també s'anomenava Quaxolotl ("Dos caps"), ja que la deïtat asteca masculina que regnava sobre el foc es diu Xolotl. Chantico també va rebre el sobrenom de Chiconaui Les grafies alternatives de Chantico inclouen Cantico. Chantico també era coneguda pel seu nom de calendari, Chicunaui itzcuintli (Nou Gossos). Segons l'intèrpret Pedro de Rios, Chantico també era coneguda com a "Senyora del Capsicum-Pebrot" i "dona groga". Chantico era coneguda pels picapedrers com Papaloxaual (Pintura de papallones) i Tlappapalo ("ella de la papallona vermella").

## Narrativa d'origen
Segons el Codex Vaticanus A, també conegut com Codex Rios , Tonacatecuhtli la va convertir en gos quan va trencar el dejuni durant una celebració religiosa menjant peix rostit i pebre vermell, la qual cosa la va portar a guanyar el nom de "Nou gossos". Els nascuts el novè dia de la XVIII trecena, que presidia Chantico, es trobarien amb la desgràcia ja que aquell dia estava associat amb els bruixots, que es deia que canviaven de forma en una sèrie d'animals.

## Història
L'estudiós Eduard Seler conclou que en el moment dels escrits de Sahagún, Chantico es trobava principalment amb la ciutat de Xochimilco, en gran part a causa d'una gran població de picapedrers, coneguts com tlatecque, que hi resideixen. Va basar la seva conclusió en la decisió de Sahagún d'esmentar el nom del calendari de Chantico quan enumerava les divinitats que eren particularment importants per al tlatecque.
Segons textos dels informants de Bernardino de Sahagún, Chantico era adorat en un temple conegut com a etlanman, en el qual els sacerdots preparaven "pigments vermells i negres, sandàlies, túnica i petits cargols marins" per a la festa de Chantico. Chantico també va ser adorat a l'edifici vint-i-novè del Temple Major segons Sahagún. Segons fra Juan de Torquemada, Chantico també va ser adorat en un temple construït per Moquihuix, governant de Tlatelolco, en un intent de conquerir Tenochtitlan.
Durant l'imperi asteca, Chantico va mantenir fortes associacions amb les forces militars. Segons els registres inquisitorials, Moctezuma va utilitzar una efígie d'ídol de Chantico que tenia una cama extraïble amb la qual es colpejaria la terra per maleir els avenços d'Hernán Cortés a l'Imperi asteca.

## Iconografia

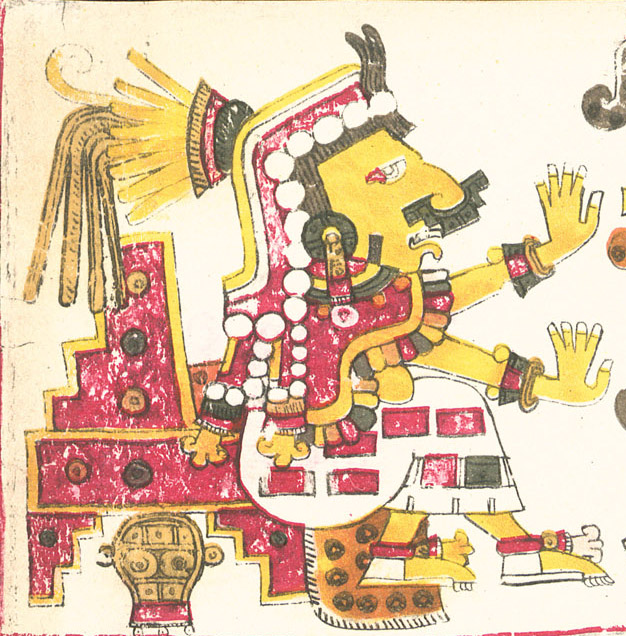
Chantico al Codex Borgia

Al Codex Borgia, Chantico es representa amb una cara groga marcada amb dues línies vermelles, que la designen com una deessa del foc, i un cos groc. Aquestes línies vermelles es col·loquen aproximadament a la mateixa alçada que els traços negres que es veuen a la representació de Xolotl. Es coneix com "mujer amarilla" ("dona groga"). Es representa asseguda en una cadira, sota la qual hi ha un matràs, i amb un adorn del nas conegut com a yacapapalotl. També es representa amb una sèrie de petits discos que s'envolten al voltant del seu cap.

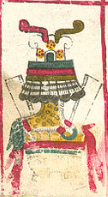
Chantico representat com un peu d'àguila al Còdex Borgia

Sahagún i els seus informants descriuen Chantico afirmant
"Té una protuberància de goma als llavis, la meitat de la cara pintada de vermell, un ram fet d'herbes seques, les orelles d'or. A l'esquena porta un feix de llum. La seva camisa amb flors d'aigua. El seu escut amb mosaic de plomes d'àguila. Té la roba en una mà que acaba en punta, feta de plomes invertides i amb pintura de puntes d'obsidiana. El seu kilt blanc, les seves campanes, les seves sandàlies blanques"
-Bernardino de Sahagun, "Ritos, sacerdotes, y atavíos de los dioses"
Chantico es representa habitualment amb retoladors que il·lustren la seva associació amb la guerra. El tocat de Chantico al Codex Rios mostra atributs militars: una corona d'espigues de cactus verinosos, relacionades amb el perill i l'agressivitat; una cresta d'aztaxelli, plomes verdes de guerrer, que la connecta amb la guerra. Al clatell hi ha una banda que forma l'atl-tlachinolli, o foc d'aigua, símbol de la guerra i la pestilència. L' atl-tlachinolli serveix com a marcador iconogràfic de Chantico, que es veu al Codex Aubin Tonalamatl, al Codex Borbonicus, al Codex Telleriano Remensis i al Codex Rios. Es representa com un corrent d'aigua blava entrellaçada amb foc vermell. El Còdex Borgia representa Chantico a través d'un peu d'àguila cobert de pell de jaguar, símbol de Chantico, assegut damunt d'un plat de sang de sacrifici, al·ludint al sacrifici del guerrer. El Codex Borbonicus mostra a Chantico amb un adorn del nas blau conegut com a yacaxtuitl que també porta Xolotl
Altres marcadors iconogràfics associats a Chantico inclouen itzcactli ("sandàlies d'obsidiana") , vist a la representació de Chantico del Còdex Aubin Tonalamatl, i representacions d'un quadre solar, vist en un penjoll daurat vist a la representació de Chantico del Codex Telleriano Remensis.

## Debats

### Gènere
Tot i que més comunament es coneix com una deïtat femenina, el gènere de Chantico no és clar en alguns escrits històrics. Per exemple, el Codex Rios presenta pronoms ambigus, afirmant
Cantico diuen que va ser el primer que va oferir sacrifici després d'haver menjat un peix fregit; i que com a conseqüència de la presumpció d'oferir sacrifici sense haver dejunat, Tonacatecuhtli es va indignar, i va pronunciar una maledicció contra ell (ella), que ell(ella) havia de ser canviat en un gos, que és un animal de naturalesa molt voraç; i per això li van posar el nom de nou gossos. Ell (ella) presidia aquests tretze signes. Deien que el que nasqués al primer signe d'Aire (Vent) estaria sa pel seu naixement; però que si emmalaltís de dolors o càncer, que la seva malaltia seria incurable. El que va néixer en el novè signe creien que seria desafortunat, perquè aquell signe estava dedicat als bruixots i nigromants, que es van transformar en les formes de diversos animals -Codex Rios
El comentari de Kingsborough sobre el Codex Telleriano-Remensis també utilitza pronoms masculins, referint-se a Chantico com "el senyor de Xile" o "la dona groga". No obstant això, en les representacions de Chantico als manuscrits de Sahagún, Chantico es representa amb una peça superior del cos i una faldilla blanca que normalment porten les dones.

### Esment en els escrits de Duran
Diego Durán no fa referència a la deïtat Chantico pel seu nom, però sí una deïtat femenina Cihuacoatl que associa amb Xochimilco. Eduard Seler, un antropòleg alemany conegut pel seu extens estudi de les cultures mesoamericanes, assenyala en el seu comentari al Codex Vaticanus B que creu que Duran va confondre la deïtat asteca Cihuacoatl amb Chantico a causa de la proximitat de les ciutats amb les quals s'associen respectivament. No obstant això, HB Nicholson, estudiós de la civilització asteca, considera aquest punt de vista com a "dubtós".

### Representació alTemple Major
En trobar-se amb el cap colossal trobat al Temple Major, conegut com el monument Coyolxauhqui-Chantico, l'estudiós mesoamericà Hermann Mayer li va donar el nom actual. Eduard Seler va reconèixer que elements iconogràfics associats a Chantico, com itzcactli ("sandàlies d'obsidiana") i un penjoll daurat relacionat amb un quadre solar', estaven presents al monument de Coyolxauhqui-Chantico. Malgrat aquestes associacions, cap font colonial lliga explícitament Chantico a la deïtat asteca Coyolxauhqui. L'estudiós HB Nicholson argumenta que Chantico és una manifestació de Coyolxauhqui i, per tant, el nom donat al monument és vàlid.

## Galeria

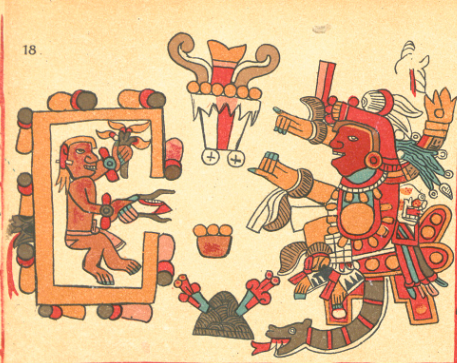
Chantico (dreta) representat en el còdex nàhuatl Aubin Tonalamatl
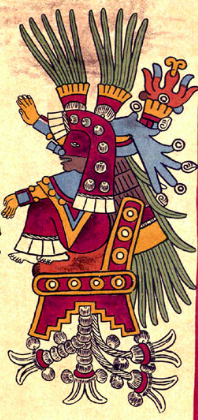
Chantico tal com es mostra al Codex Borbonicus
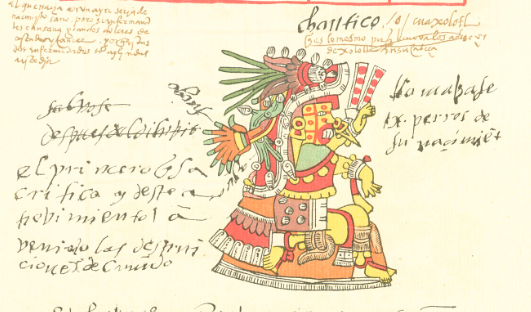
Chantico representat al Codex Telleriano Remensis
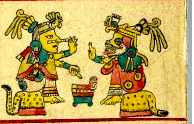
Chantico (esquerra) tal com es mostra al Codex Fejevary-Mayer
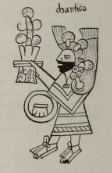
Chantico tal com es representa als Ritos, Sacerdotes, i atavíos de los dioses de Sahagún